# Almadén
Almadén és un municipi de la província de Ciudad Real a la comunitat autònoma de Castella-La Manxa. Posseeix unes importants mines de cinabri, mineral del que s'extreu mercuri. Les reserves d'aquest mineral són les més grans del món i eren ja explotades en temps d'Estrabó, Vitrubi i Plini el Vell, que al·ludeixen al cinabri d'Almaden a l'esmentar la propera ciutat romana de Sisapo, situada a la vall d'Alcúdia.

## Topònim
És d'origen àrab i sembla que també és àrab l'origen del seu urbanisme, que està en relació amb l'agrupació d'albergs construïts al voltant de les mines. El recinte que van aixecar per a defensar-les és el hisn al-dt.'din, el fort de la mina. S'han trobat monedes i altres objectes de cultura àrab en els antics treballs miners, i escriuen sobre aquesta població l'historiador àrab Rasis i Ibu Fachi Allak Omari. També abunden termes d'origen àrab emprats en les mines, com alarife per paleta, aludel per canella, jabeca o xabeca per forn, argent viu per mercuri i el mateix nom de la ciutat Almadén, que significa la mina.

## Història
La població va romandre sota poder musulmà fins al 1151, que Alfons VII va conquistar la comarca. El 1168 Alfons VIII va fer cessió del territori al comte Nuño de Lara i al mestre de l'Orde de Calatrava juntament amb la devesa de Castilseras. Al maig de 1218, Ferran III va confirmar la donació, que va ser renovada per Alfons X el Savi a l'abril de 1251, i per Sanç IV, augmentant-la, el 1285 i 1289. L'Ordre va explotar les mines cedint-les en arrendament a particulars.
El 1417 va rebre el títol de vila. A l'incorporar-se els Maestrazgos a la Corona el 1512, el Tresor comença a confiscar-se de les rendes d'Almadén. Per a explotar-les s'usava mà d'obra esclava i presidiaria. El 1523 finalitza l'arrendament dels Maestrazgos i, per tant, el dels pous d'Almadén, quedant el 4 de maig d'aquest any incorporats perpètuament a la Corona de Castella. Fins a mitjans del segle xvii l'explotació de les mines va ser realitzada per particulars per un dret concedit per la Corona de Castella, però a partir de 1645 la mina torna a les mans de l'Estat. A partir d'aquesta data s'inicia un període de lentes reformes, nomenaments de superintendents i l'explotació de nous filons.
Pel rei Carles III mitjançant la Real Ordre de 14 de juliol de 1777, es va crear l'Acadèmia de Mineria i Geografia Subterrània d'Almadén, sent el seu primer director l'alemany Enrique Cristóbal Störr. L'Escola de Mineria d'Almadén va ser la primera que es crea a Espanya i la quarta del món, després de les de Freiberg (Saxònia) en 1767, Schemnitz (Hongria) en 1770 i l'Institut Especial de Mines de Sant Petersburg (Rússia) en 1772. En 1795 es construeix l'edifici de l'Acadèmia on s'han desenvolupat els ensenyaments de mines fins a 1973 i un Museu de mines. A les aules de l'Acadèmia van ensenyar i van estudiar diversos personatges de gran talla, entre ells, Andrés Manuel del Río descobridor del vanadi.
El 1792 Carles IV va concedir a la vila més privilegis. Durant el segle xviii la ciutat es va expandir i va tenir lloc una gran labor arquitectònica: es va construir l'Hospital de Miners, la Plaça de Toros, l'Escola de Capatassos de Mines i la Real Presó de Forçats, avui desapareguda i construïda en 1754 per l'enginyer Silvestre Abasta. En la Guerra de la Independència va caure en poder dels francesos, manats pel mariscal Victor, el 15 de gener de 1810, romanent les tropes franceses en el lloc fins a 1812